# Adultération
L'adultération est une pratique frauduleuse consistant en l'ajout d'un produit de moindre valeur à un autre produit, qui est alors vendu ou donné pour ce qu'il n'est pas (par exemple ajout d'eau dans le lait, ou ajout d'une huile de mauvaise qualité dans une huile d'olive vendue comme de bonne qualité).
On parle généralement d'adultération à propos de produits alimentaires (huile, café, jus de fruits, miel, jus de citron, compotes, lait/beurre, etc.), mais ce mot peut aussi désigner des modifications frauduleuses de produits chimiques solides, liquides, ou gazeux comme le gaz naturel, de carburants tels que le pétrole ou le gazole. Concernant les liquides tels que le lait ou les vins, le synonyme de coupage est fréquemment utilisé.
Il peut arriver que l'additif (dit adultérant) soit toxique.

## Détection
Plusieurs méthodes sont utilisées pour détecter les produits adultérés, dont :
- l'observation des qualités, du goût, l'observation au microscope ;
- la chimie analytique (nombreuses méthodes, dont la spectroscopie) ;
- analyse enzymatique ;
- dosages d'hormones, de résidus (de pesticides, médicaments, etc.) ;
- analyse génétique ;
- observation sous UV ;
- analyse isotopique (qui peut aussi parfois permettre d'identifier l'origine géographique précise de produit frauduleusement ajouté).

## Incidents historiques
Voici quelques exemples d'incidents causés par des adultérations :
- 1981, Espagne : l'adultération d'huile d'olive avec de l'huile de colza dénaturée cause la mort de 600 personnes (voir scandale de l'huile frelatée).

- 1987, États-Unis : l'entreprise Beech-Nut est condamnée à une amende de 2,2 millions de dollars américains pour violation de l'US Federal Food, Drug, and Cosmetic Act (FD&C Act) en faisant passer de l'eau sucrée aromatisée pour du jus de pomme[10].

- 1997, États-Unis : ConAgra Foods est condamnée à une amende de 8,3 millions de dollars américains pour avoir pulvérisé illégalement de l’eau sur du grain entreposé pour en augmenter le poids et la valeur[11].

- 2007, États-Unis : des échantillons de gluten de blé mélangés à de la mélamine, en provenance de Chine, probablement destinés à gonfler les résultats des tests d'évaluation de la teneur en protéine de produits protéiques, sont découverts aux États-Unis (voir adultération des protéines en Chine (en)).

- 2008, Chine : les autorités chinoises, alertées par le gouvernement néo-zélandais, constatent qu'une part significative du lait chinois a été adultéré avec de la mélamine afin de le faire paraître plus riche en protéines. Les préparations pour nourrissons produites à partir de ce lait auraient causées la mort d'au moins six bébés et nui à des dizaines de milliers d'autres en Chine (voir scandale du lait frelaté).

- 2012, Inde : une étude menée dans 33 États et territoires de l'union par la Food Safety Standards Authority of India (FSSA) révèle que le lait est communément adultéré avec de l'eau, du détergent, de la graisse et même de l'urée[12].

- 2013, Europe : de la viande de cheval est vendue pour de la viande de bœuf (voir fraude à la viande de cheval).